# Dague à rouelles

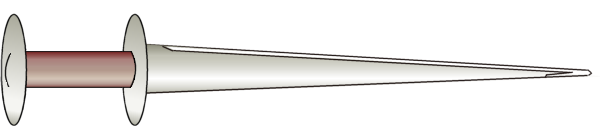
Forme de base d'une dague à rouelles

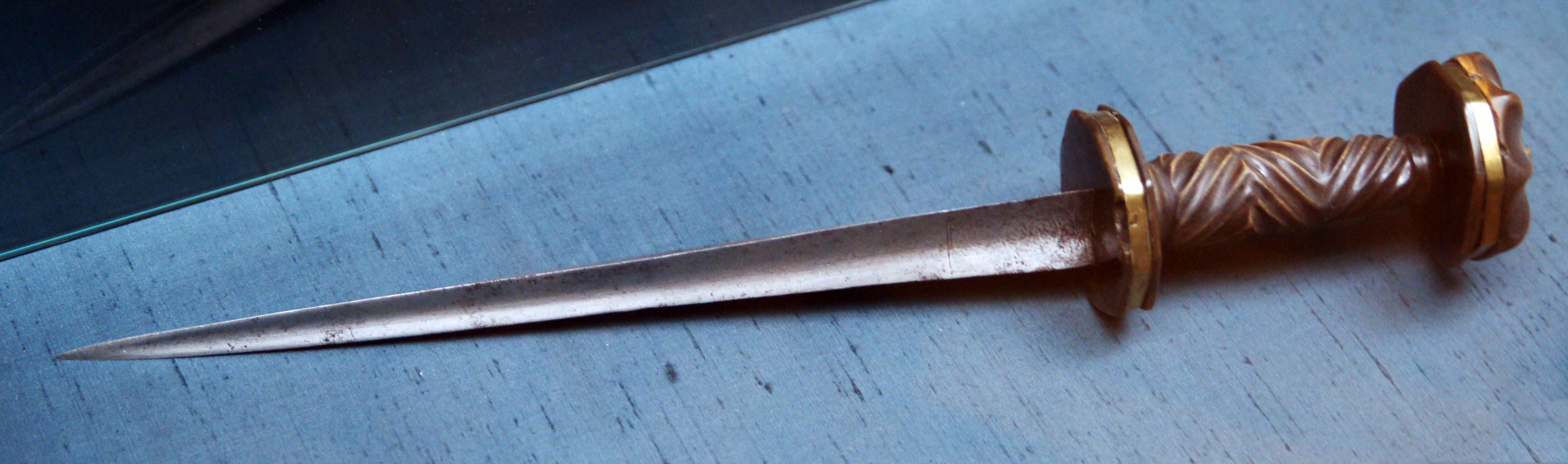
Dague à rouelles (Bourgogne, vers 1500).

La dague à rouelles est une arme blanche d'appoint utilisée par les hommes d'armes européens à partir de la deuxième moitié du XIVe siècle.

## Description
La dague à rouelles est caractérisée par les deux « rouelles » (rondelles) de métal qui forment sa garde et son pommeau. Ces rouelles ont pour but de former une masse inattaquable lorsque le poing armé d'un gantelet du soldat se referme sur la poignée. Ainsi, la poignée est courte et les rouelles « encadrent » parfaitement le gantelet. La lame de 30 à 50 cm est très épaisse pour être rigide mais étroite afin de passer dans les défauts de l'armure adverse, au point d'être parfois de section triangulaire telle la percemaille.
Ces armes causaient au Moyen Âge des blessures bien souvent mortelles, puisque profondes et donc impossibles à soigner avec la médecine de l'époque. Alors que les coups de taille restaient les plus efficaces à l'épée, c'est l'estoc qui est le plus performant avec le couteau (on meurt immédiatement d'un coup de taille s'il a été bien porté, alors qu'on survit quelques minutes à un coup d'estoc, même s'il a été donné parfaitement, à moins d'une attaque au cœur ou au cerveau. Néanmoins, le couteau ne permet pas de couper en deux un homme d'un seul coup, l'estoc est donc le meilleur choix, indéniablement), d'où l'apparition et la très rapide vulgarisation auprès de toute la troupe de la dague.

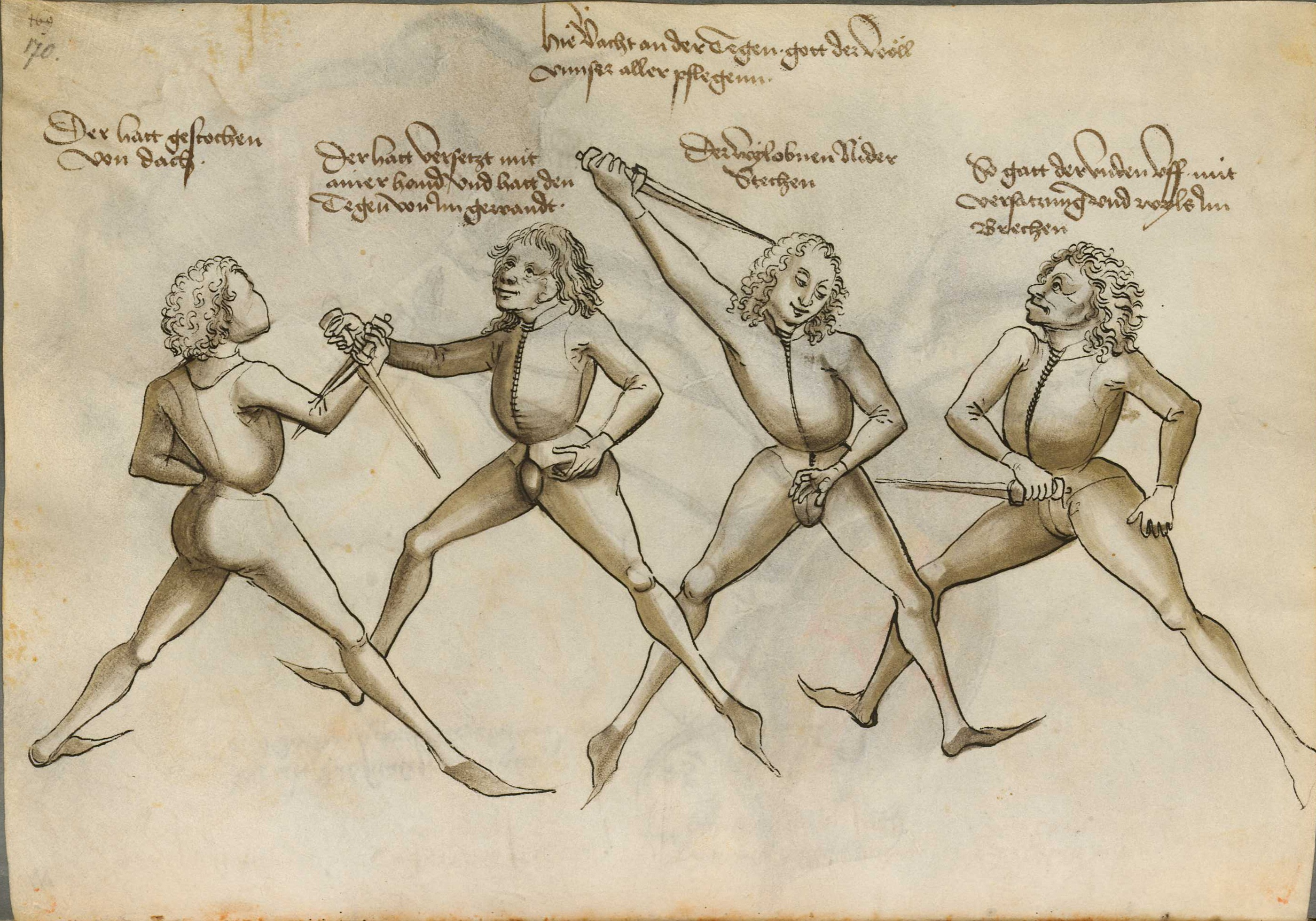
Combat rapproché avec des dagues à rouelles dans le Fechtbuch de Hans Talhoffer. Cette image est extraite d'un manuel de combat de 1467. Elle fait partie d'une série d'images de deux hommes se battant au corps à corps avec des dagues à rouelles, montrant les attaques et les défenses possibles.

La terrible efficacité de cette arme est immédiatement reconnue par le monde entier et cette arme est synonyme de combat de chat, d'assassinat, d'absence de pitié, faisant même dire au célèbre maître d'armes allemand Hans Talhoffer : « Ils en viennent à la dague, Dieu leur vienne en aide ! ».
On retrouve des « bricolages » relativement semblables dans certains « couteaux de tranchée » fabriqués pour le corps à corps par les combattants de la Première Guerre mondiale.